# Kummersdorf

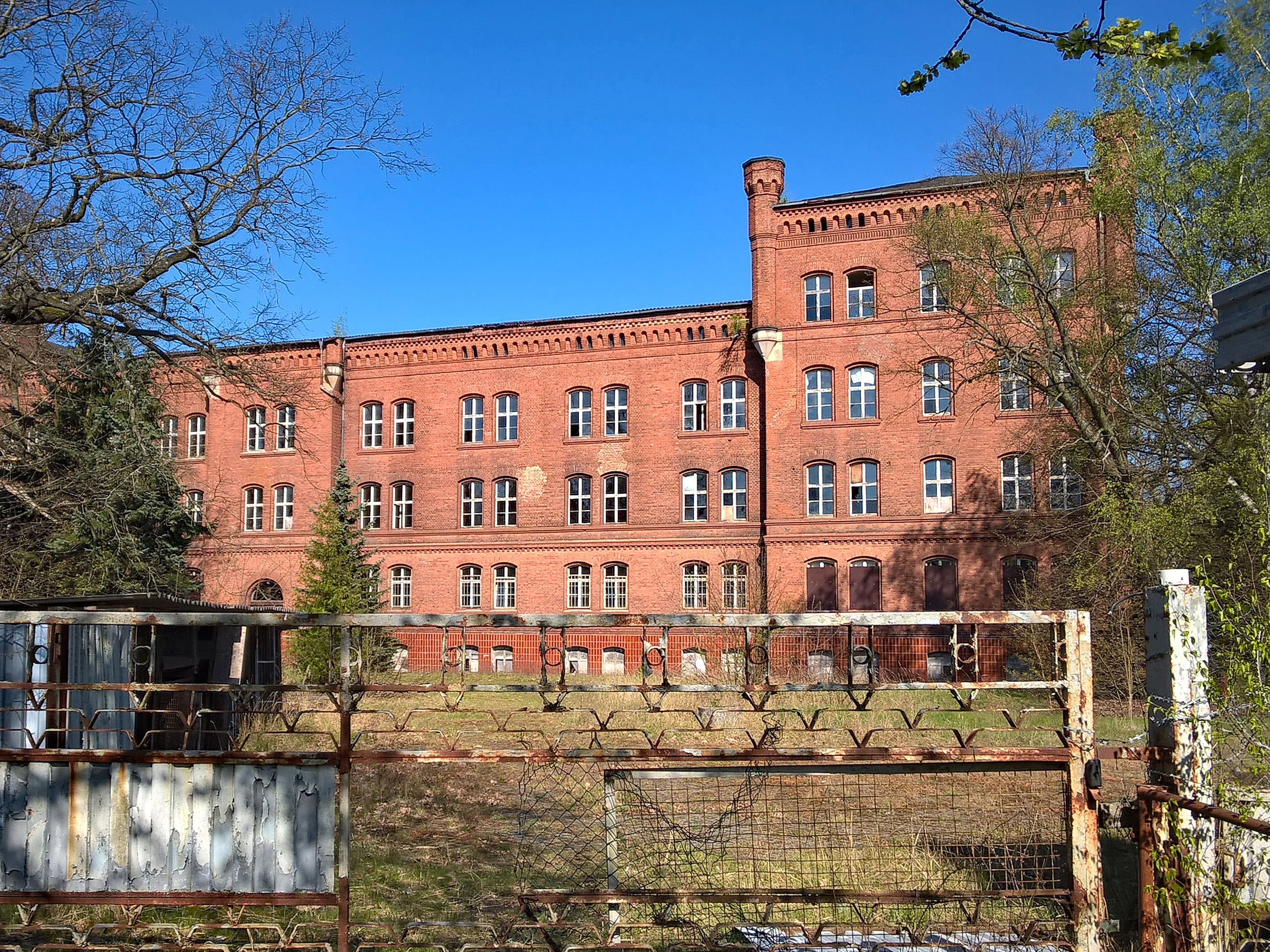
Caserne en ruines à Kummersdorf Gut, dans le Brandebourg.

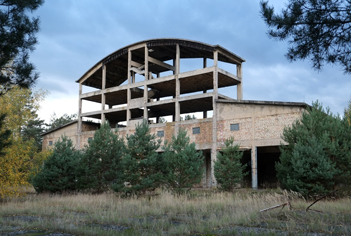
Hangar des prototypes du char lourd Maus au centre d'essai (Heeresversuchsstelle) de Kummersdorf (2013).

Le camp de Kummersdorf, près de Luckenwalde (à 25 km au sud de Berlin) fut jusqu'en 1945 un centre d'essais militaire allemand. Outre son pas de tir, c'est là que se trouvait le siège du Bureau de l'Armement de l'Armée allemande.

## Centre d'essais aéronautique
L’armée impériale allemande décida en 1874 d'établir un pas de tir expérimental pour sa Commission de l'Artillerie à Kummersdorf-Gut. En 1929, le Bureau de l'Armement de Berlin s'intéressa au développement des missiles. Deux ans plus tard, Walter Dornberger, directeur du centre d'essais de Kummersdorf, se chargea du développement des fusées à propergol liquide de type A1, A2 et A3. Wernher von Braun, employé à Kummersdorf à partir de 1932, mit au point une fusée dont le propergol liquide avait une teneur élevée en alcool et oxygène liquide. C'est avec ce modèle qu'il effectua son premier tir. En 1934, il réussit le lancement de sa deuxième fusée, le prototype A2, depuis l'île frisonne de Borkum. Mais le 16 juillet 1934, le Dr Kurt Wahmke et ses deux assistants trouvèrent la mort lors de l'explosion d'un des réservoirs, alors qu'ils testaient un mélange détonant de peroxyde d'hydrogène et d'alcool.
Tout au long de l'année 1936, von Braun et son équipe de Kummersdorf s'attaquèrent au problème de l'intégration de leurs fusées à propergol liquide dans des aéronefs. L'avionneur Ernst Heinkel leur apporta un appui enthousiaste, en leur donnant un He 72 puis plus tard deux avions He 112 pour leurs essais. À la fin de l'année 1936, Erich Warsitz, reconnu comme le meilleur pilote d'essai d'Allemagne, leur fut adjoint par le RLM.
Le terrain était désormais trop petit pour permettre l'épreuve des nouveaux moteurs et les essais en vol, si bien qu'en 1937 le groupe de recherche (à présent reconnu officiellement par la Luftwaffe) déménagea pour Neuhardenberg  (un vaste terrain situé à 70 kilomètres à l’est de Berlin, prévu comme aérodrome de réserve en cas de guerre). Le 3 juin 1937, le Heinkel He 112, piloté par Erich Warsitz, parvint à décoller grâce aux fusées sans avoir allumé son moteur à soupape. Malgré un atterrissage sur le ventre et l'incendie du fuselage (dû à un tourbillon inverse de vapeur d'alcool surchauffée sous la surface ventrale de l'appareil), ce vol suffit à convaincre les autorités qu'un appareil pouvait voler avec un propulseur à réaction arrière.
En 1938, l'équipe de recherche déménagea de nouveau, cette fois à Peenemünde dans l'île d’Usedom sur la Baltique, qui offrait de grands espaces et une meilleure confidentialité. Désormais, Kummersdorf servit à la recherche nucléaire.

## Centre d'essai de blindés
Kummersdorf servit aussi à tester les véhicules pris à l'ennemi. Plusieurs chars d'assaut de tous les fronts y furent testés : chars américains comptant un grand nombre de modèles de chars M4 Sherman, M3 Lee, M10 Wolverine etc. ; chars soviétiques parmi lesquels le célèbre T-34, le T-28, la série Su d’artillerie motorisée et le grand IS-2, etc. Il y avait aussi des chars britanniques dont un char Churchill avec un tuyau d'échappement aérien pour la traversée de fleuves, qui servit lors du débarquement de Dieppe, et plusieurs chars Matilda I et Matilda II ; des chars français et même un char Ansaldo P26/40 italien amené là pour des essais. La Wehrmacht y testa aussi de nouveaux blindés allemands, dont le VK 4501 (P), le chasseur de chars Hetzer, le Panzer V Panther, le Tiger II, qui aurait sans doute été le VK 4502 (P), et le char lourd Maus.
À la fin de l'année 1944, les Nazis formèrent une unité qui, lors d'une réunion au quartier-général du Führer, fut mentionnée comme la « compagnie Kummersdorf ». Cette unité comprenait trois sections blindées (disposant encore d'une certaine autonomie), une section de blindés de reconnaissance, une section d'infanterie (grenadiers) et une section de chars comportant notamment un Tiger II, un seul chasseur de chars Jagdtiger, deux Sherman, le char Ansaldo P26/40 et plusieurs tracteurs d'engin Borgward IV armés de mitrailleuses.
Le 9 mars 1945, le commandant du Groupe d'armées Vistule donna l’ordre de dépêcher tous les tanks encore disponibles à Kummersdorf aux différents bastions défendant encore Stettin.
Selon un télex du 4 avril 1945, au moins une demi-compagnie de chars aurait dû être envoyée vers le district de Dresde. Des blindés immobilisés faute d'essence, comprenant un char Tiger I, prirent part aux combats au sud-est de Kummersdorf, où soldats, ouvriers et civils furent mobilisés au sein d'une hétéroclite compagnie de grenadiers. À la fin des combats, le char Tiger avait détruit un seul T-34 ; les grenadiers quelques autres, et un canon de 88 mm détruisit un T-34 trop avancé. L'unité échoua à accomplir sa mission et s'enfuit à travers bois. L'autre unité de chars formée à Kummersdorf fut engagée au front le 21 avril 1945. L'engagement armé eut lieu au sud dans la direction de Baruth afin de stopper le Front de Voronej, venant de Golßen. Les blindés, quelque 43 véhicules dont un Panzer V Panther, rallièrent la division Kæther. L'unité fut entièrement anéantie par l'armée russe au cours des combats près du camp de Baruth. On ignore ce qu'il advint des derniers chars du centre de tir, bien que selon certaines sources quelques chars américains auraient été mobilisés par la 150e Panzerbrigade, engagée dans l'opération Greif. Un T-35 lourd, intégré au régiment Ritter, qui se battait dans les environs de Zossen, fut promptement mis hors de combat. Un char Renault D2 aurait également servi dans cet affrontement de Zossen. Il existe une photo où l'on voit deux chars Cruiser britanniques détruits à côté d'un Panther pris aux nazis dans les faubourgs de Berlin : ces deux chars devaient venir de Kummersdorf.

## Voir également
- Walter Dornberger
- Erich Warsitz
- Peenemünde et l’Île d'Usedom
- Fusées Aggregat 1
- char Maus
- « Opération Griffon »